# Phyllophaga rodriguezi
Phyllophaga rodriguezi är en skalbaggsart som beskrevs av Bates 1889. Phyllophaga rodriguezi ingår i släktet Phyllophaga och familjen Melolonthidae. Inga underarter finns listade i Catalogue of Life.